# Ivoamba
Ivoamba is een plaats en commune in het zuiden van Madagaskar, behorend tot het district Fianarantsoa II, dat gelegen is in de regio Haute Matsiatra. Tijdens een volkstelling in 2001 telde de plaats 12.100 inwoners.
De plaats biedt lager en voortgezet onderwijs voor jongeren en ouderen. 88 % van de bevolking werkt als landbouwer en 2 % verdient zijn brood als visser. Het belangrijkste landbouwproduct is rijst; andere belangrijke producten zijn bonen, mais en maniok. Verder is 2% actief in de dienstensector en heeft 8% een baan in de industrie.